# Pont Des Dix Arches (Jordanie)
Le pont des Dix Arches est un viaduc ferroviaire composé de 10 arcs. Il est situé dans la ville d'Amman, en Jordanie, et a été construit en 1908 par les ottomanes pour le chemin de fer du Hedjaz.